# Покинянка
Покинянка (пол. Pokinianka) — деревня в Бяльском повете Люблинского воеводства Польши. Входит в состав гмины Рокитно. По данным переписи 2011 года, в деревне проживало 80 человек.

## География
Деревня расположена на востоке Польши, к северу от реки Кшны, на расстоянии приблизительно 16 километров северо-востоку от города Бяла-Подляска, административного центра повета. К северу от населённого пункта проходит региональная автодорога 698.

## История
В конце XVIII века деревня входила в состав Брестского повета Великого княжества Литовского. По данным на 1827 год имелось 5 дворов и проживало 16 человек. Согласно «Справочной книжке Седлецкой губернии на 1875 год» деревня являлась частью гмины Рокитно Константиновского уезда Седлецкой губернии. В период с 1975 по 1998 годы Покинянка входила в состав Бяльскоподляского воеводства.

## Население
Демографическая структура по состоянию на 31 марта 2011 года:
|         | Всего | До трудоспособного возраста | Трудоспособного возраста | Старше трудоспособного возраста |
| ------- | ----- | --------------------------- | ------------------------ | ------------------------------- |
| Мужчины | 42    | 7                           | 31                       | 4                               |
| Женщины | 38    | 10                          | 22                       | 6                               |
| Всего   | 80    | 17                          | 53                       | 10                              |